# PFK ZSKA Moskau

Älteres Logo

Der PFK (russisch Профессиональный футбольный клуб Professionalny futbolny klub, deutsch ‚Professioneller Fußballklub‘) ZSKA Moskau (Центральный спортивный клуб Армии – ЦСКА Zentralny sportiwny klub Armii – ZSKA, deutsch ‚Zentraler Sportklub der Armee – ZSKA‘), gewöhnlich ZSKA Moskwa, meist kurz ZSKA, im deutschsprachigen Raum auch als ZSKA Moskau bekannt, ist ein aus dem russischen Sportverein ZSKA Moskau hervorgegangener Fußballklub, der wegen seiner Verbindungen oftmals im Zusammenhang mit der Roten Armee genannt wird und in Moskau, der Hauptstadt des Landes, beheimatet ist. Die Fußballmannschaft gewann die sowjetische Meisterschaft siebenmal sowie sechsmal die russische Meisterschaft, darüber hinaus fünfmal den sowjetischen Pokal und neunmal den russischen. Außerdem gewann der Verein siebenmal den russischen Supercup. Seinen größten Erfolg konnte ZSKA Moskau 2005 feiern, als man als erster russischer Fußballverein den UEFA-Pokal gewinnen konnte. Der Klub ist ein Tochterunternehmen der staatseigenen Wneschekonombank.

## Geschichte

### Namenswechsel
ZSKA Moskau wurde 1911 gegründet und erlebte – wie viele Vereine der ehemaligen Sowjetunion – einige Namenswechsel. Von 1928 bis 1950 hieß der Verein ZDKA Moskau (ЦДКА Москва). Im Jahre 1951 erfolgte die Umbenennung in ZDSA Moskau (ЦДСА Москва). Erneut wurde der Verein im Jahre 1957 in ZSK MO Moskau (ЦСК МО Москва) umbenannt. Die Fußballabteilung trägt seit 1994 ihren bis heute gültigen Namen, PFK ZSKA Moskau (ПФК ЦСКА Москва).
- 1911–1927: Общество любителей лыжного спорта (ОЛЛС), (Gesellschaft/Klub der Skisportfreunde)
- 1928–1950: Спортивный клуб Центрального дома Красной Армии (ЦДКА), (Sportklub des zentralen Hauses der Roten Armee)
- 1951–1956: Спортивный клуб Центрального дома Советской Армии (ЦДСА), (Sportklub des zentralen Hauses der sowjetischen Armee)
- 1957–1959: Центральный спортивный клуб Министерства обороны (ЦСК МО), (Zentraler Sportklub des Verteidigungsministeriums)
- seit 1960: Центральный Спортивный Клуб Армии (ЦСКА), (Zentraler Sportklub der Armee)

### Sowjetunion

#### Bis 1970
Seine erfolgreichste Zeit hatte der Verein gleich nach dem Ende des Zweiten Weltkrieges. Die Mannschaft gewann die Vizemeisterschaft in der ersten Austragung des wiederaufgenommenen Spielbetriebs der sowjetischen obersten Liga im Jahre 1945. Es folgten drei hintereinander folgende Meistertitel. 1949 wurde das Team erneut Zweiter. In den darauffolgenden beiden Spielzeiten konnte sich die Mannschaft erneut mit dem Meistertitel krönen. Die Geschichte der Fußballabteilung aus dieser Zeit ist eng mit der Eishockeyabteilung des Sportvereines dem HK ZSKA Moskau verknüpft, denn von den Führungsspielern wie Wsewolod Bobrow wurden beide Sportarten parallel betrieben.
Nach den erfolgreichen Zeiten wurden die Olympischen Spiele 1952 in Helsinki dem ZDSA Moskau zum Verhängnis. Die Spieler des Klubs bildeten den Kern der Sbornaja, die nach zähen Verhandlungen erst kurz vor dem olympischen Fußballturnier dem Weltfußballverband FIFA beigetreten war. Auch der Trainer Boris Arkadjew war gleichzeitig in der Nationalmannschaft und beim Armeeklub beschäftigt. Doch bereits im Achtelfinale kam das Aus. Die 1:3-Niederlage im Wiederholungsspiel (die erste Partie endete mit 5:5-Unentschieden) gegen Jugoslawien war aus sportlicher Hinsicht ein nationales Desaster. Da sie ausgerechnet gegen Jugoslawien verloren, war ein weiterer Affront, denn seit 1947 befanden sich beide Länder in einem politischen Konflikt. Die Niederlage hatte für ZDSA und seine Spieler schwerwiegende Konsequenzen. Der sowjetische Machthaber Josef Stalin ließ den Verein am 18. August 1952 auflösen. Für Geheimdienstchef Lawrenti Beria war das olympische Ausscheiden die perfekte Gelegenheit, den erfolgreichen Stadtrivalen zu eliminieren. Als Chef des KGB war er gleichzeitig Ehrenpräsident von FK Dynamo Moskau – dem Verein des Geheimdienstes. Auch für die meisten Spieler von ZDSA war ihre Nationalmannschaftskarriere beendet.
Nach zwei Spielzeiten Abstinenz und nachdem Stalin im Frühling 1953 gestorben war sowie Berija im Dezember gleichen Jahres erschossen wurde, wurde ZDSA Moskau im Jahre 1954 auf Initiative des damaligen sowjetischen Verteidigungsministers Nikolai Bulganin wieder gegründet. Kurze Zeit danach gewann die Mannschaft den sowjetischen Fußballpokal 1955 als im Finale Dynamo Moskau mit dem legendären Torwart Lew Jaschin, der in der Finalpartie vom Platz gestellt wurde, bezwungen wurde. Erst 1970 wurde der nächste Titel gefeiert. In diesem Jahr wurde ZSKA erneut sowjetischer Meister, dabei sammelte die Mannschaft die gleiche Anzahl an Punkten wie auch Dynamo Moskau. Das erste Entscheidungsspiel am 5. Dezember 1970 im usbekischen Taschkent endete torlos. Am nächsten Tag wurde das zweite Entscheidungsspiel nach 1:3-Rückstand noch mit 4:3 gegen Dynamo gewonnen. Die Mannschaft von ZSKA hatte sich durch den Gewinn der Meisterschaft für die erste Runde des Europapokals der Landesmeister qualifiziert. Zuerst wurde Galatasaray Istanbul ausgeschaltet, anschließend schied ZSKA gegen den belgischen Vertreter Standard Lüttich aus.

#### 1971 bis 1991
1984, als von 68 möglichen lediglich 19 Punkte erkämpft wurden, musste der Verein den erstmaligen Abstieg in seiner Geschichte in die Zweitklassigkeit verkraften, wo ZSKA zwei Spielzeiten verbrachte. 1987 folgte der zweite Abstieg. Erneut konnte sich ZSKA nach zwei Saisons in der Perwaja Liga zurückkämpfen, sicherte sich sofort die Vizemeisterschaft und gewann sogar die letzte Austragung der Fußballmeisterschaft der Sowjetunion im Jahre 1991. Durch den Meistertitel aus der Saison 1991 qualifizierte sich ZSKA Moskau für die erste Runde der UEFA Champions League 1992/93, wo die isländische Mannschaft von Víkingur Reykjavík bezwungen wurde. Anschließend wurde in der zweiten Runde der spanische Spitzenverein FC Barcelona besiegt. Die Gegner in der Gruppe A waren der spätere Gewinner der laufenden Champions League Olympique Marseille, die Glasgow Rangers und der FC Brügge. Als Gruppenvierter mit nur zwei Unentschieden bei vier Niederlagen konnte ZSKA Moskau nicht an die Leistungen aus den Begegnungen mit dem FC Barcelona anknüpfen und schied aus dem Wettbewerb aus.

### Russland

#### 1992 bis 2004
Der PFK ZSKA Moskau war nach dem Zusammenbruch der Sowjetunion einer der Gründungsmitglieder der neugeschaffenen russischen Obersten Liga. In den ersten sechs Spielzeiten belegte die Mannschaft die Plätze im Tabellenmittelfeld. 
Drei Heimspiele in der Champions-League-Saison 1992/93 trug ZSKA im Berliner Olympiastadion und dem Ruhrstadion Bochum aus. In der Saison 1998 wurde die erste Vizemeisterschaft und in der nächsten Spielzeit der dritte Rang erkämpft. In den darauffolgenden beiden Spielzeiten belegte ZSKA Moskau erneut Plätze im gesicherten Mittelfeld der Tabelle.  Am 19. August 2001 prallte der damalige ZSKA-Torwart Serhij Perchun mit einem gegnerischen Stürmer zusammen und erlag am 28. August 2001 den dabei erlittenen Verletzungen. Ihm zu Ehren wird das Trikot mit der Rückennummer 16 nicht mehr vergeben. In der Saison 2002 gewann die vom Russen Waleri Gassajew trainierte Mannschaft erneut die Vizemeisterschaft. 2003 wurde der erste Meisterschaftsgewinn in der russischen Eliteliga gefeiert. Danach wurde der Cheftrainer Waleri Gassajew überraschend entlassen. Als sein Nachfolger wurde der Portugiese Artur Jorge verpflichtet. Unter dem neuen Trainer konnte das Team nicht an die Leistungen aus der Meistersaison anknüpfen. Somit wurde bereits im Juli 2004 als ZSKA auf den fünften Tabellenplatz abgerutscht war Artur Jorge nach nur einer achtmonatigen Amtszeit wieder entlassen. Unter dem zurückgekehrten Waleri Gassajew konnte ZSKA 2004 noch den Vizemeistertitel gewinnen.

#### Seit 2005

Fankurve von ZSKA vor einem Derby gegen Spartak

In der Saison 2005 war die Mannschaft über die Qualifikation zur UEFA Champions League in die Endrunde der Königsklasse gelangt, belegte nach der Vorrunde den dritten Platz und nahm deshalb anschließend am UEFA-Pokal teil. Der Einzug ins Finale war jedoch von schweren Ausschreitungen der ZSKA-Fans im Rückspiel des Halbfinals gegen den FC Parma (3:0) überschattet. Der Torwart von Parma, Luca Bucci, war von einem Feuerwerkskörper aus der ZSKA-Fankurve verletzt worden und musste später ausgewechselt werden. Der europäische Fußballverband UEFA entschied, das Ergebnis anzuerkennen, ZSKA jedoch mit einer Europapokal-Partie unter Ausschluss der Öffentlichkeit (ein weiteres Heimspiel zur Bewährung) zu bestrafen. Der Verein musste zudem eine Geldstrafe in Höhe von 65.000 Euro entrichten.
Anschließend, am 18. Mai 2005 gewann die Mannschaft als erste russische Mannschaft überhaupt einen europäischen Pokal, den UEFA-Pokal 2004/05 im José-Alvalade-Stadion zu Lissabon, Portugal, gegen Sporting Lissabon mit 3:1. Danach verlor die Mannschaft am 26. August 2005 das Supercup-Spiel gegen den englischen Club FC Liverpool im Stade Louis II, Monaco, mit 1:3 n. V. In diesem Jahr holte sich ZSKA den zweiten russischen Meistertitel in der Premjer-Liga und den russischen Pokal.
Die Mannschaft von ZSKA hatte sich durch den Gewinn der Meisterschaft 2005 für die dritte Qualifikationsrunde zu der UEFA Champions League 2006/07 qualifiziert und kam gegen MFK Ružomberok weiter. Nach der Gruppenphase belegte ZSKA den dritten Platz und war somit für die Runde der letzten 32 im UEFA-Pokal qualifiziert, schied dort jedoch gegen den israelischen Vertreter Maccabi Haifa aus. In der Saison 2006 holte ZSKA das nationale Triple, denn die Mannschaft gewann alle drei nationalen Titelkämpfe: die Meisterschaft, den Pokal und den russischen Supercup.
ZSKA war als russischer Meister für die UEFA Champions League 2007/08 qualifiziert. Nach der Gruppenphase belegte ZSKA mit nur einem einzigen Unentschieden bei fünf Niederlagen den vierten und letzten Platz und schied aus. In der russischen Meisterschaft 2007 wurde ZSKA Dritter, gewann jedoch den russischen Supercup.
In der ersten Saisonhälfte 2008 spielte ZSKA weit unter den Erwartungen und belegte zur Saisonpause sogar nur den enttäuschenden siebten Platz. Nach der Europameisterschaft stellte Waleri Gassajew, der zu dieser Zeit seinen Rücktritt zum Saisonende bekanntgab, die Spieltaktik auf vier Verteidiger um und ließ den jungen Alan Dsagojew spielen, der als eines der größten Talente im russischen Fußball galt. Dadurch beendete ZSKA seine Negativserie und zeigte fortan effektiven Fußball. Zum Meistertitel reichte es aber nicht mehr, und ZSKA holte die Vizemeisterschaft hinter Rubin Kasan. Im UEFA-Pokal 2008/09 war ZSKA die einzige Mannschaft, die aus vier Gruppenspielen zwölf Punkte holen konnte. Danach war die Mannschaft bis ins Achtelfinale vorgestoßen, wo sie dem späteren UEFA-Pokal-Sieger Schachtar Donezk aus der Ukraine nach einem 1:0-Heimerfolg und anschließender 0:2-Auswärtsniederlage unterlegen war. Außerdem gewann das Team zum dritten Mal den russischen Pokal.

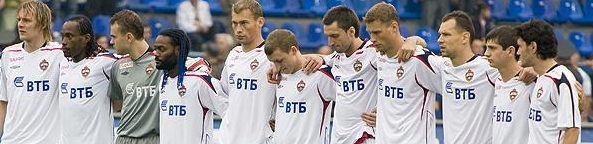
Die Moskauer Mannschaft 2008

Im Januar 2009 übernahm der Brasilianer Zico den Chef-Trainerposten bei ZSKA. Zur Saisonhälfte 2009 belegte der Verein lediglich den vierten Platz. Am Ende der Saison 2009 reichte es mit Platz fünf gerade noch für die Teilnahme an der UEFA Europa League 2010/11. Infolgedessen wurde im September 2009 der brasilianische Chef-Trainer wegen Erfolglosigkeit entlassen. Noch im selben Monat wurde der Spanier Juande Ramos als sein Nachfolger unter Vertrag genommen und bereits am 26. Oktober ebenfalls entlassen wurde. Der Club gewann zum vierten Mal den russischen Supercup und wurde zum fünften Mal russischer Pokalsieger. Die Mannschaft hatte sich zudem für das Viertelfinale der Champions League qualifiziert, wo beide Spiele gegen den späteren Gewinner Inter Mailand jeweils mit 0:1 verloren gingen.
Als neuer Chef-Trainer wurde im Oktober 2009 der Russe Leonid Sluzki vorgestellt. In der nationalen Meisterschaft des Jahres 2010 wurde die Mannschaft Vizemeister. Im russischen Pokal schied das Team bereits im Sechzehntelfinale gegen den Zweitligisten Ural Swerdlowsk Oblast aus. In der Europa League schaffte es ZSKA Moskau bis ins Achtelfinale, wo die Mannschaft dem FC Porto nach zwei Niederlagen (0:1 und 1:2) unterlegen war.
Durch die Vizemeisterschaft aus der Saison 2010 qualifizierte sich der Verein für die Gruppenphase der UEFA Champions League 2011/12. Die Gegner in der Gruppe B waren Inter Mailand, Trabzonspor und der OSC Lille. Als Gruppenzweiter hinter den Mailändern schaffte die Mannschaft den Sprung ins Achtelfinale und traf dort auf den spanischen Spitzenverein Real Madrid, dem ZSKA mit 1:1 und 1:4 unterlag. In der russischen Meisterschaft 2011/12 konnte ZSKA nur den dritten Platz erreichen. ZSKA hat sich zum 100-jährigen Vereinsjubiläum den sechsten Erfolg im russischen Pokal geschenkt, als am 22. Mai 2011 im Endspiel der Zweitligist Alania Wladikawkas mit 2:1 besiegt wurde.
In der Saison 2012/13 nahm ZSKA Moskau an der Qualifikation für die UEFA Europa League 2012/13 teil, wo sie allerdings gegen den schwedischen Vertreter AIK Solna nach 1:0 und 0:2 in der Play-off-Runde ausschieden. Am Ende der Saison stand ZSKA jedoch als Meister Russlands fest. Es war der elfte Meistertitel der Clubgeschichte. Auch der nationale Pokalwettbewerb konnte gewonnen werden.
ZSKA nahm an der UEFA Champions League 2013/14 teil. Der Verein schied nach der Gruppenphase gegen Bayern München, Manchester City und Viktoria Pilsen mit nur einem Sieg bei fünf Niederlagen als Tabellenletzter aus dem Wettbewerb aus. In der heimischen Premjer-Liga konnte dagegen der zweite Meistertitel hintereinander gefeiert werden, nachdem Zoran Tošić am letzten Spieltag den entscheidenden Treffer gegen Lokomotive Moskau zum zehnten Sieg im Ligabetrieb in Folge erzielt hatte.
In der Saison 2015/16 gelang ZSKA über Sparta Prag und Sporting Lissabon der Einzug in die Gruppenphase der Champions League. Mit PSV Eindhoven, Manchester United und VfL Wolfsburg vervollständigte ZSKA die Gruppe B des Wettbewerbs, schaffte aber als Tabellenletzter den Einzug ins Achtelfinale nicht. In der heimischen Premjer-Liga 2015/16 startete der Verein mit sechs hintereinander folgenden Siegen, wobei die ersten vier Partien ohne einen einzigen Gegentreffer kassiert zu haben gewonnen wurden. Am Ende der Saison wurde der Armeeclub mit zwei Punkten Vorsprung auf den Zweitplatzierten Rostow Meister. Dadurch nahm ZSKA an der Gruppenphase der Champions League 2016/17 teil. Gegner in der Gruppe E waren AS Monaco, Bayer 04 Leverkusen und Tottenham Hotspur. ZSKA konnte keine einzige Partie für sich entscheiden und schied folglich als Tabellenletzter aus. Nach dem letzten Gruppenspiel gegen Tottenham und nach einer Negativserie in der Liga hat der langjährige Cheftrainer Leonid Sluzki den Verein auf eigenen Wunsch verlassen. Zu seinem Nachfolger wurde der Weißrusse Wiktar Hantscharenka ernannt.
In der Premjer-Liga 2016/17 wurde ZSKA Zweiter und startete in der dritten Qualifikationsrunde zur UEFA Champions League 2017/18, wobei zuerst AEK Athen und anschließend in den Play-offs BSC Young Boys bezwungen wurden. In der Gruppe A traf Moskau auf Benfica Lissabon, Manchester United sowie auf den FC Basel und wurde Tabellendritter. Dadurch spielte ZSKA in der UEFA Europa League 2017/18 weiter und kam bis ins Viertelfinale, wo sie am FC Arsenal scheiterten.
Am Ende der Saison Premjer-Liga 2017/18 qualifizierte sich der ZSKA Moskau als Vizemeister für die Champions League 2018/19. Der Verein schied nach der Gruppenphase gegen Real Madrid, AS Rom und Viktoria Pilsen als knapper Tabellenletzter aus dem Wettbewerb aus. Man konnte im letzten Gruppenspiel aber einen Achtungserfolg feiern, als man Real Madrid im Estadio Santiago Bernabéu mit 3:0 schlagen konnte.
In der Saison 2018/19 erreichte man den vierten Platz und qualifizierte sich so für die Gruppenphase der UEFA Europa League 2019/20. In Gruppe H mit Espanyol Barcelona, Ludogorez Rasgrad und Ferencváros Budapest enttäuschte man jedoch und wurde mit fünf Punkten Letzter. In der Liga wurde man erneut Vierter und qualifizierte sich damit für die Gruppenphase der UEFA Europa League 2020/21. Dabei wurde man mit Dinamo Zagreb, dem Wolfsberger AC und Feyenoord Rotterdam der Gruppe K zugelost, wurde aber erneut Letzter. Die Rückrunde der Liga-Saison 2020/21 startete mit drei Niederlagen aus vier Spielen, sodass Wiktar Hantscharenka nach knapp fünf Jahren entlassen wurde. Bis zum Saisonende übernahm interimsweise der Kroate Ivica Olić. Mit ihm konnte zwar das Halbfinale des Cups erreicht werden, jedoch verlor man dieses mit 0:3 im Stadtderby gegen Lokomotive Moskau. Weiters erreichte man in der Liga nur Platz 6 und verpasste damit die Teilnahme am Europapokal.
Für die Saison 2021/22 übernahm Aleksei Berezutski den Posten als Cheftrainer des ZSKA. Aber auch unter ihm fand der Verein nicht zu alter Stärke zurück. Im russischen Pokal unterlag man im Viertelfinale dem Erzrivalen Spartak Moskau mit 0:1 und in der Liga erreichte man lediglich den fünften Platz. Außerdem sind seit März 2022 alle russischen Vereine aufgrund des Krieges zwischen Russland und der Ukraine von der UEFA suspendiert, sodass eine Teilnahme am Europapokal seither nicht mehr möglich ist.
Neuer Cheftrainer zur Saison 2022/23 wurde Wladimir Fedotow. Unter ihm schien der Klub seine alte Stärke zurückerlangt zu haben. Erstmals seit 2018 wurde man wieder Vizemeister und konnte zudem nach zehn Jahren wieder den russischen Pokal gewinnen. Dabei schlug man den FK Krasnodar nach 1:1 im Elfmeterschießen. In der darauffolgenden Saison 2023/24 blieb ZSKA weiterhin stark. Im Pokal-Halbfinale unterlag man nach zwei Unentschieden (1:1 h; 0:0 a) Zenit St. Petersburg im Elfmeterschießen, was bereits zu Saisonbeginn im Supercup der Fall war. Auf Zenit, das in dieser Saison zum sechsten Mal in Folge Meister wurde, hatte man neun Punkte Rückstand und damit drei weniger als in der Vorsaison. Nichtsdestotrotz reichte es für ZSKA erneut nur zum sechsten Platz.

## Stadion
Der Entwurf für den Stadionneubau sah ein reines Fußballstadion vor, das auf dem Grundstück des abgerissenen ZSKA-Stadions erbaut wird. Der Baubeginn war am 19. Mai 2007. Die Inbetriebnahme des Stadions war bereits für 2009 angedacht, wurde aber infolge der Weltwirtschaftskrise zunächst auf das Jahr 2012, dann auf Sommer 2013 und zuletzt auf Ende Juni 2016 verschoben. In der Zwischenzeit trat der ZSKA zu seinen Heimspielen in der Arena Chimki an. Im August 2016 wurde die Arena ZSKA mit 30.000 Plätzen fertiggestellt. Die Eröffnungspartie wurde am 10. September zwischen dem ZSKA und Terek Grosny ausgetragen. Das Ligaspiel fand vor 26.420 Zuschauern statt und sah einen 3:0-Sieg des ZSKA. Das erste Pflichtspieltor in der Arena erzielte dabei der Ivorer Lacina Traoré. Er traf im Doppelpack in der 26. und der 38. Minute. Das 3:0 steuerte der Schwede Carlos Strandberg in der 76. Minute bei. Die internationale Premiere der Arena ZSKA erfolgte am 27. September 2016. Zu Gast zur ersten Heimbegegnung in der Gruppe E der UEFA Champions League 2016/17 wurde der englische Fußballclub Tottenham Hotspur empfangen. Diese Partie wurde mit 0:1 verloren.
Seit Ende Februar 2017 trägt die Arena ZSKA den Namen WEB Arena, nach der Wneschekonombank.

## Fans
Die Fangruppe "Warriors" von ZSKA sind eine rechtsextreme Hooligangruppe.
Die Fans des Vereins pflegen besonders eine enge Freundschaft zu den Fans von Partizan Belgrad, aber auch zu PAOK Saloniki und ZSKA Sofia.

### Rekordspieler
Mit insgesamt 546 Ligaspielen seit 2003 für ZSKA Moskau hält Torhüter Igor Akinfejew den Vereinsrekord für die meisten Spiele [Stand: 5. August 2023].
| Platz | Name des Spielers      | Einsätze | Zeitraum  |
| ----- | ---------------------- | -------- | --------- |
| 1.    | Igor Akinfejew         | 546      | 2003–0000 |
| 2.    | Wladimir Fedotow       | 381      | 1960–1975 |
| 2.    | Sergei Ignaschewitsch  | 381      | 2004–2018 |
| 4.    | Wassili Beresuzki      | 376      | 2002–2018 |
| 5.    | Wladimir Polikarpow    | 341      | 1961–1974 |
| 5.    | Alexei Beresuzki       | 341      | 2001–2018 |
| 7.    | Dmitri Bagritsch       | 312      | 1958–1970 |
| 8.    | Dmitri Galjamin        | 292      | 1981–1991 |
| 9.    | Dmitri Kusnezow        | 288      | 1984–1998 |
| 9.    | Wolodymyr Kaplytschnyj | 288      | 1966–1975 |

Bemerkung: Gezählt wurden nur Ligaspiele. Spiele in nationalen und internationalen Pokalwettbewerben wurden nicht mit einbezogen.

### Rekordtorschützen
Grigori Fedotow erzielte von 1938 bis 1949 in 155 Spielen 126 Tore. Kein Spieler schoss bisher mehr Tore für ZSKA. Dessen Sohn Wladimir Fedotow, Rekordspieler für ZSKA, steht mit 93 Treffern auf dem zweiten Platz, acht Tore vor Vágner Love.
| Platz | Name des Spielers   | Tore | Zeitraum  |
| ----- | ------------------- | ---- | --------- |
| 1.    | Grigori Fedotow     | 126  | 1938–1949 |
| 2.    | Wladimir Fedotow    | 93   | 1960–1975 |
| 3.    | Vágner Love         | 85   | 2004–2013 |
| 4.    | Wsewolod Bobrow     | 82   | 1945–1949 |
| 5.    | Wladimir Djomin     | 81   | 1944–1952 |
| 6.    | Walentin Nikolajew  | 79   | 1940–1952 |
| 7.    | Alexei Grinin       | 76   |           |
| 8.    | Wladimir Polikarpow | 74   | 1961–1974 |
| 9.    | Waleri Massalitin   | 73   | 1987–1993 |
| 10.   | Juri Tschesnokow    | 72   | 1975–1983 |

Bemerkung: Gezählt wurden nur Ligatreffer. Tore in nationalen und internationalen Pokalwettbewerben wurden nicht mit einbezogen.

## Aktueller Kader 2024/25
Stand: 29. Oktober 2024
| Nr. |           | Position | Name            |
| --- | --------- | -------- | --------------- |
| 23  | Russland  | TW       | Ilja Pomasun    |
| 35  | Russland  | TW       | Igor Akinfejew  |
| 45  | Russland  | TW       | Danila Bokow    |
| 49  | Russland  | TW       | Wladislaw Torop |
| 3   | Russland  | AB       | Danil Krugowoi  |
| 4   | Brasilien | AB       | Willyan Rocha   |
| 13  | Brasilien | AB       | Khellven        |
| 22  | Serbien   | AB       | Milan Gajić     |
| 27  | Brasilien | AB       | Moisés          |
| 77  | Russland  | AB       | Ilja Agapow     |
| 78  | Russland  | AB       | Igor Diwejew    |
| 90  | Russland  | AB       | Matwei Lukin    |
| 5   | Serbien   | MF       | Saša Zdjelar    |
| 6   | Russland  | MF       | Maxim Muchin    |

| Nr. |                         | Position | Name                 |
| --- | ----------------------- | -------- | -------------------- |
| 10  | Russland                | MF       | Iwan Obljakow        |
| 15  | Bosnien und Herzegowina | MF       | Miralem Pjanić       |
| 19  | Russland                | MF       | Rifat Schemaletdinow |
| 21  | Usbekistan              | MF       | Abbosbek Fayzullaev  |
| 25  | Kroatien                | MF       | Kristijan Bistrović  |
| 31  | Russland                | MF       | Matvey Kislyak       |
| 8   | Belarus                 | ST       | Artem Shumanskiy     |
| 9   | Venezuela               | ST       | Saúl Guarirapa       |
| 11  | Russland                | ST       | Tamerlan Musayev     |
| 14  | Russland                | ST       | Jegor Uschakow       |
| 17  | Russland                | ST       | Kirill Glebov        |
| 20  | Mali                    | ST       | Sékou Koïta          |
| 46  | Russland                | ST       | Wladislaw Jakowlew   |

## Erfolge

### Meisterschaftserfolge
- Sowjetischer Meister: 1946, 1947, 1948, 1950, 1951, 1970, 1991
- Sowjetischer Vizemeister: 1938, 1945, 1949, 1990.
- Russischer Meister: 2003, 2005, 2006, 2012/13, 2013/14, 2015/16
- Russischer Vizemeister: 1998, 2002, 2004, 2008, 2010, 2014/15, 2016/17, 2017/18, 2022/23

### Pokalerfolge
- Sowjetischer Fußballpokalsieger: 1945, 1948, 1951, 1955, 1991
- Russischer Fußballpokalsieger: 2002, 2005, 2006, 2008, 2009, 2011, 2013, 2023, 2025
- Russischer Supercupsieger: 2004, 2006, 2007, 2009, 2013, 2014, 2018, 2025

### Internationale Erfolge
- UEFA-Pokalsieger: 2004/05
- Viertelfinale in der Champions League: 2009/10
- Achtelfinale in der Champions League: 2011/12
- Channel One Cup – Sieger: 2007

## Sponsoren
Der PFK ZSKA Moskau wird ähnlich wie der englische Club FC Chelsea vom russischen Oligarchen Roman Abramowitsch finanziell unterstützt. 2003 vereinbarte Abramowitsch einen Dreijahresvertrag und unterstützte den Klub mit 18 Millionen Dollar im Jahr. Damit übertraf er auch Vodafone, den Sponsor von Manchester United.
Von 2004 bis 2005 war das russische Mineralölunternehmen Sibneft der Hauptsponsor des PFK ZSKA Moskau. Von 2006 bis 2008 wurde die Mannschaft vom größten russischen Kreditinstitut Vneschtorgbank gesponsert. In der Saison 2009 wurde das Moskauer Team von der größten russischen Fluggesellschaft Aeroflot finanziell unterstützt. Von 2010 bis 2013 war das baschkirische Mineralölunternehmen Baschneft der Hauptsponsor des Vereins.
Seit 2017 ist der Klub ein Tochterunternehmen der staatseigenen Wneschekonombank.

## Ehemalige Spieler
| Russland - Jewgeni Aldonin - Alexei Beresuzki - Wassili Beresuzki - Dmitri Chochlow - Sergei Filippenkow - Wladimir Gabulow - Spartak Gognijew - Alexander Golowin - Rolan Gussew - Sergei Ignaschewitsch - Alexei Ionow - Renat Janbajew - Dmitri Kiritschenko - Kirill Pantschenko - Nika Pilijew - Jewgeni Pomasan - Denis Popow - Wladislaw Radimow - Juri Schirkow - Roman Schirokow - Sergei Semak - Igor Semschow - Dmitri Sennikow - Andrei Solomatin - Alexander Tichonowezki - Sergei Tkatschow - Sergei Tscheptschugow - Nikita Tschernow - Boris Afanassjew - Wladimir Astapowski - Wsewolod Bobrow - Waleri Broschin - Wagis Chidijatullin - Sergei Dmitrijew - Wladimir Fedotow - Sergei Fokin - Andrei Iwanow - Grigori Janez - Waleri Karpin - Oleg Kopajew - Igor Kornejew - Jerwand Krbaschjan - Boris Kusnezow - Dmitri Kusnezow - Anatoli Krutikow - Alexei Mamykin - Wladimir Muchanow - Michail Mustygin - Albert Schesternjow - Juri Schischkin - Waleri Schmarow - Wladimir Schtscherbakow - Anatoli Tarassow - Wladimir Tatartschuk - Wjatscheslaw Tschanow | GUS und ehemalige Sowjetunion - Vaqif Cavadov - Nikita Chochlow - Aleksandrs Cauņa - Juris Laizāns - Vitālijs Maksimenko - Valdas Ivanauskas - Edgaras Jankauskas - Deividas Šemberas - Serghei Dadu - Roman Monarow - Serhij Perchun - Andrij Sydelnykow - Ulugʻbek Baqoyev - Vitaliy Denisov - Alexander Heinrich | Europa - Peter Neustädter - Ivica Olić - Elvir Rahimić - Georgi Milanow - Roman Eremenko - Bibras Natcho - Dawid Janczyk - Rasmus Elm - Carlos Strandberg - Pontus Wernbloom - Steven Zuber - Miloš Krasić - Zoran Tošić - Jaka Bijol - Goran Gutalj - Jiří Jarošík - Luboš Kalouda - Tomáš Necid - Caner Erkin | Amerika - Adolfo Gaich - Rodrigo Becão - Daniel Carvalho - Dudu - Guilherme - Ricardo Jesus - Jô - Ramón - Vágner Love - Vitinho - Mark González - Abel Hernández Afrika - Seydou Doumbia - Lacina Traoré - Gaël Ondoua - Sekou Oliseh - Moussa Maâzou - Ahmed Musa - Chidi Odiah Asien - Keisuke Honda - Takuma Nishimura |

## Trainer
(unvollständig)
| - 193600000: Pawel Chalkiopow - 1937–1939: Michail Ruschtschinski - 194000000: Sergei Buchtejew - 1941–1943: Keine Wettbewerbe auf Grund des Zweiten Weltkrieges - 194400000: Jewgeni Nikischin - 1944–1953: Boris Arkadjew - 1954–1957: Grigori Pinaitschew - 1958–1959: Boris Arkadjew - 196000000: Grigori Pinaitschew - 1961–1962: Konstantin Beskow - 1963–1964: Wjatscheslaw Solowjow - 1964–1965: Walentin Nikolajew - 1966–1967: Sergei Schaposchnikow - 196700000: Alexei Kalinin | - 1967–1969: Wsewolod Bobrow - 1970–1973: Walentin Nikolajew - 197400000: Wladimir Agapow - 197500000: Anatoli Tarassow - 1976–1977: Alexei Mamykin - 1977–1978: Wsewolod Bobrow - 197900000: Sergei Schaposchnikow - 1980–1982: Oleh Basylewytsch - 1982–1983: Albert Schesternjow - 1984–1987: Juri Morosow - 198800000: Sergei Schaposchnikow - 1989–1992: Pawel Sadyrin - 1992–1993: Gennadi Kostylew - 1993–1994: Boris Kopeikin | - 1994–1996: Alexander Tarchanow - 1997–1998: Pawel Sadyrin - 1998–2000: Oleg Dolmatow - 2000–2001: Pawel Sadyrin - 200100000: Alexander Kusnezow - 2001–2003: Waleri Gassajew - 2003–2004: Artur Jorge - 2004–2008: Waleri Gassajew - 200900000: Zico - 200900000: Juande Ramos - 2009–2016: Leonid Sluzki - 2016–2021: Wiktar Hantscharenka - seit März 2021: Ivica Olić |

### Aktueller Trainerstab
- Trainer –  Ivica Olić
- Co-Trainer –  Wiktor Onopko
- Torwarttrainer –  Sergei Owtschinnikow